# 觿茅
觿茅（学名：Dimeria ornithopoda sp. ornithopoda）为禾本科觿茅属下的一个亚种。